# Maria van der Sluijs-Plantz
 Maria Christina van der Sluijs-Plantz (Rotterdam, 27 maart 1955) is een Nederlandse corporate jurist en bestuurder. Sedert 1 oktober 2018 is zij, als eerste vrouw namens Sint Maarten, staatsraad bij de Raad van State van het Koninkrijk. Als staatsraad van het Koninkrijk vervult zij de rol van onafhankelijke adviseur van de Koninkrijksregering over wetgevende en administratieve aangelegenheden, die het Caribische rijksdeel Sint Maarten raken. Sedert 2024 is zij tevens benoemd tot Nederlands lid van de Integriteitskamer van Sint Maarten.

## Biografie
Van der Sluijs heeft haar "roots" op Sint Maarten. Haar grootvader, William R. Plantz (1895-1984), was ambtenaar en diende op Sint Maarten, Bonaire en Aruba, onder meer als ontvanger der belastingen. In de periode 1938 tot 1945 was hij namens de Bovenwinden eerst statenlid en later landsminister van Financiën. Haar vader, Irving Plantz (1923-1987), was ook jurist. Hij maakte carrière als hoofd financiën van het eilandgebied Curaçao. Van 1980 tot 31 december 1984 was hij voorzitter van de Algemene Rekenkamer van de Nederlandse Antillen. Van der Sluijs groeide in Curaçao op. Zij studeerde Nederlandse taal en letterkunde aan de Universiteit van Amsterdam, economie aan de Katholieke Universiteit Brabant en rechten aan de Universiteit van de Nederlandse Antillen en de Universiteit Leiden. In 1986 huwde ze Henk van der Sluijs.
Van der Sluijs begon haar carrière in het bedrijfsleven. In de financiële dienstverleningssector deed ze wereldwijde ervaring op en specialiseerde zij zich in internationale fusies, overnames en buy-outs. Tussen 1986 en 1989 werkte ze voor PricewaterhouseCoopers in Nederland en was tussen 1989 en 1995 CEO en Group General Counsel voor SPP LET Europe NV. Tussen 1995 en 2013 bekleedde van der Sluijs diverse posities in de Raad van bestuur bij de TMF Group, waaronder CEO (2003 - 2012) bestuursvoorzitter en uitvoerend vicevoorzitter voor strategische ontwikkeling (2012-2013). Onder haar leiding als CEO groeide de TMF Group uit van een onderneming met 72 miljoen omzet, 1.500 medewerkers en vestigingen in 18 landen tot een onderneming met 397 miljoen omzet in 2013, meer dan 5.500 medewerkers en vestigingen in 80 landen. In 2008 ontving ze bij de M&A Awards de prijs voor "Best Buy-Out Manager 2008". Na haar vertrek als CEO bleef ze verbonden aan de TMF Group als niet-uitvoerend bestuurslid.
Met het ingaan van de autonome status van Sint Maarten in 2010 was van der Sluijs vicevoorzitter van de eerste Raad voor de Corporate governance van Sint Maarten. Ze trad af in 2014. Van  oktober 2015 tot 1 oktober 2018 was zij lid van het College financieel toezicht Curaçao en Sint Maarten.  Zij werd, als eerste vrouw, voorgedragen door de ministerraad van Sint Maarten als staatsraad bij de Raad van State van het Koninkrijk. De vacature die met het vertrek in 2013 van Dennis Richardson was ontstaan, werd met haar benoeming per 1 oktober 2018 opgevuld.
In 2021 gaf Van der Sluis het boek Ole Tales, Sweet Memories uit, een verhalenbundel uit de orale traditie van Sint Maarten die door haar vader werd opgeschreven in "Sin Matin English".